# Fernando Manzaneque
Fernando Manzaneque Sánchez, apelidado Manzaneque da Mancha (Campo de Criptana (Ciudad Real), 4 de fevereiro de 1934 - Alcázar de San Juan (Ciudad Real), 5 de junho de 2004), foi um ciclista espanhol, profissional entre 1958 e 1968.

## Biografia
Destacou nas carreiras por etapas, onde podia despregar as suas habilidades nas longas fugas em etapas de montanha. Caracterizava-se por uma grande regularidade, finalizando 11 vezes a Volta a Espanha, 6 delas entre os 10 primeiros; e os 8 Tours de France que correu.
Conseguiu 40 triunfos. Os mais destacados foram 3 etapas no Tour de France, dois na Volta a Espanha onde ademais conseguiu uma terceira posição final, e a classificação geral de uma Midi Livre.
Seu irmão menor Jesús também foi ciclista profissional.
Depois da sua carreira como ciclista profissional foi director desportivo de várias equipas profissionais. Em 1971 denunciou ante a Magistratura de Trabalho o seu contrato por falta de pagamento como Director Desportivo da equipa ciclista Werner. Posteriormente criou a sua próprio equipa ciclista em 1979 denominado Manzanaque-Tam Atun-CR. Nesse ano, também foi seu director desportivo. Em posteriores anos, a equipa mudaria a sua denominação a Manzanaque-Alan em 1980 e Hueso-Manzanaque 1981.
Ademais, tentou várias aventuras profissionais de sucesso diverso.

## Palmarés
| - 1954 - 1 etapa na Volta a Levante - 1955 - 1 etapa na Volta à Andaluzia - 1957 - Grande Prêmio de Totana - 2 etapas na Volta a Marrocos - 1 etapa da Volta às Astúrias - 1 etapa do Grande Prêmio de Torrelavega - 1 etapa da Volta ao Sudeste da Espanha - 1958 - 3.º na Volta a Espanha - 1 etapa da Volta à Catalunha - 1 etapa da Volta do Sudeste da Espanha - 1959 - Campeão da Espanha de Regiões - 1 etapa da Volta à Andaluzia - 1 etapa da Volta a Espanha - 1960 - 1 etapa no Tour de France - 2 etapas da Volta à Andaluzia - Volta a Levante, mais uma etapa | - 1961 - 1 etapa na Dauphiné Libéré - 1962 - Volta a Levante - Circuito Entrego - Troféu Sánchez-Huergo em Gijón - 1963 - Midi Livre, mais 1 etapa - Troféu Jaumendreu - 1 etapa no Tour de France - 1 etapa da Volta à Catalunha e - 1 etapa da Volta à Andaluzia - 3.º no Campeonato da Espanha de ciclismo de estrada - 1965 - Campeão da Espanha de Regiões - 1 etapa da Volta a Espanha - Grande Prêmio da Montanha da Volta à Andaluzia - 1967 - 1 etapa no Tour de France |

## Resultados em Grandes Voltas e Campeonatos do Mundo
Durante a sua carreira desportiva tem conseguido os seguintes postos nas Grandes Voltas e nos Campeonatos do Mundo em estrada:
| Carreira           | 1954 | 1955 | 1956 | 1957 | 1958 | 1959 | 1960 | 1961 | 1962 | 1963 | 1964 | 1965 | 1966 | 1967 | 1968 |
| ------------------ | ---- | ---- | ---- | ---- | ---- | ---- | ---- | ---- | ---- | ---- | ---- | ---- | ---- | ---- | ---- |
| Giro d'Italia      | -    | -    | -    | -    | -    | -    | -    | -    | -    | -    | -    | -    | -    | -    |      |
| Tour de France     | -    | -    | -    | -    | 20.º | 14.º | 11.º | 6.º  | -    | 12.º | 12.º | 28.º | -    | 10.º | -    |
| Volta a Espanha    | -    | 57.º | -    | Ab.  | 3.º  | 25.º | 6.º  | 7.º  | 8.º  | 13.º | 6.º  | 4.º  | -    | 18.º | 21.º |
| Mundial em Estrada | -    | -    | -    | -    | -    | Ab.  | 23.º | Ab.  | Ab.  | Ab.  | 8.º  | 17.º | -    | -    |      |

-: não participa

Ab.: abandono